# 卡洛斯·薩維德拉·拉馬斯
卡洛斯·薩維德拉·拉馬斯（西班牙語：Carlos Saavedra Lamas，1878年11月1日—1959年5月5日）是阿根廷的學者和政治家，他在1936年獲得諾貝爾和平獎，為史上首位拉丁美洲的諾貝爾和平獎得主。他出生在布宜諾斯艾利斯，是一個阿根廷愛國者的後裔，後來他又娶了一個共和國的總統的女兒。卡洛斯不單因作為阿根廷外交部長時起草國際協定和擔任國際調解工作；同時因為作為一個教授，在勞工立法和國際法領域取得的學術成就而為人稱著。1959年，他因為腦出血去世，享年八十歲。

## 學術生涯
他在1903年獲得布宜諾斯艾利斯法律博士學位，後受聘在拉普拉塔大學任教，在那裡他開始跨越超過40年的教學生涯。後來，他在布宜諾斯艾利斯大學成立社會學課程，並在大學法學院教授政治經濟和憲法法律，最終成為大學校長。卡洛斯是勞動立法領域的先驅。1919年，他支持國際勞工組織成立，並在1928年主持國際勞工組織在日內瓦舉行的會議，同時擔任阿根廷代表團的領導。

## 政治生涯
他的政治生涯始於1906年，然後於1907年在布宜諾斯艾利斯市成為秘書長。 1915年，他被任命為司法和教育部長。1932年，他被阿根廷總統阿古斯丁·佩德羅·胡斯托任命為外交部長。在擔任外長的6年期間，他為阿根廷嬴得國際信譽，在30年代，他幾乎在每一個南美外交問題上都擔當重要角色，又帶領阿根廷重返闊別十三年的國際聯盟，而且此期間代表阿根廷出席大部分的國際會議。1932年至1935年，玻利維亞和巴拉圭之爆發查科戰爭，卡洛斯聯同其他美洲國家成功調解，兩國雙方簽訂《布宜諾斯艾利斯和約》。因此，他於1936年當選為國際聯盟大會的主席。同時為他帶來1936年諾貝爾和平獎的榮耀。